# Погоріле (Зміївська міська громада)
Погорі́ле —  село в Україні, у Зміївській міській громаді Чугуївського району Харківської області. Населення становить 116 осіб. До 2020 орган місцевого самоврядування — Бірківська сільська рада.

## Географія
Село Погоріле знаходиться на відстані 1 км від річки Мжа (правий берег) в місці впадання в неї річки Мерефа (ліва притока), на відстані 2 км розташовані села Кукулівка, Кравцове, Сидори. За 2 км розташована залізнична станція Мож, через село проходить автомобільна дорога Т 2112. По селу протікає пересихає струмок з загати, навколо багато садових ділянок.

## Історія
1700 — дата заснування.
12 червня 2020 року, відповідно до Розпорядження Кабінету Міністрів України  № 725-р «Про визначення адміністративних центрів та затвердження територій територіальних громад Харківської області», увійшло до складу Зміївської міської громади.
19 липня 2020 року, в результаті адміністративно-територіальної реформи та ліквідації Зміївського району, село увійшло до складу Чугуївського району Харківської області.

## Населення

### Мова
Розподіл населення за рідною мовою за даними :
| Мова       | Кількість | Відсоток |
| ---------- | --------- | -------- |
| українська | 92        | 79.31%   |
| російська  | 23        | 19.83%   |
| польська   | 1         | 0.86%    |
| Усього     | 116       | 100%     |

## Економіка
- Молочно-товарна ферма.